# Diallyltetrasulfid
Diallyltetrasulfid ist eine chemische Verbindung aus der Gruppe der organischen Polysulfide.

## Vorkommen
Diallyltetrasulfid kommt insbesondere in Knoblauchöl vor. In einer Studie wurde der Gehalt in diesem Öl zu 4,22 % bestimmt. Auch in weiteren Allium-Arten (vor allem deren Ölen) kommt es vor, darunter Schnittlauch, Zwiebel, Knoblauch-Schnittlauch, im Ackerlauch und zu 10,88 % im Schalottenöl.
Das ätherische Öl von Mansoa alliacea besteht fast vollständig aus Diallyldisulfid, Diallyltrisulfid und Diallyltetrasulfid.

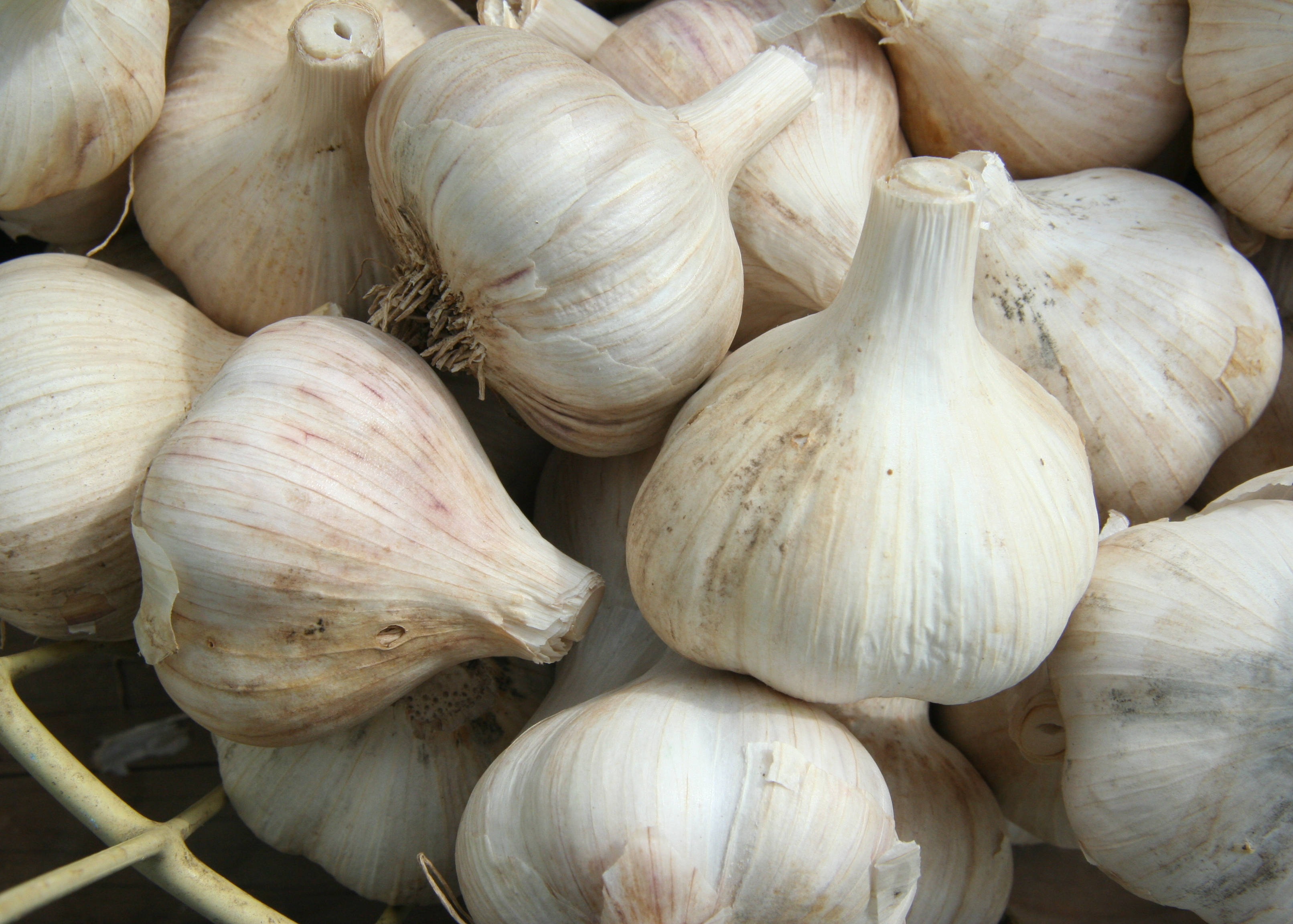
Knoblauch
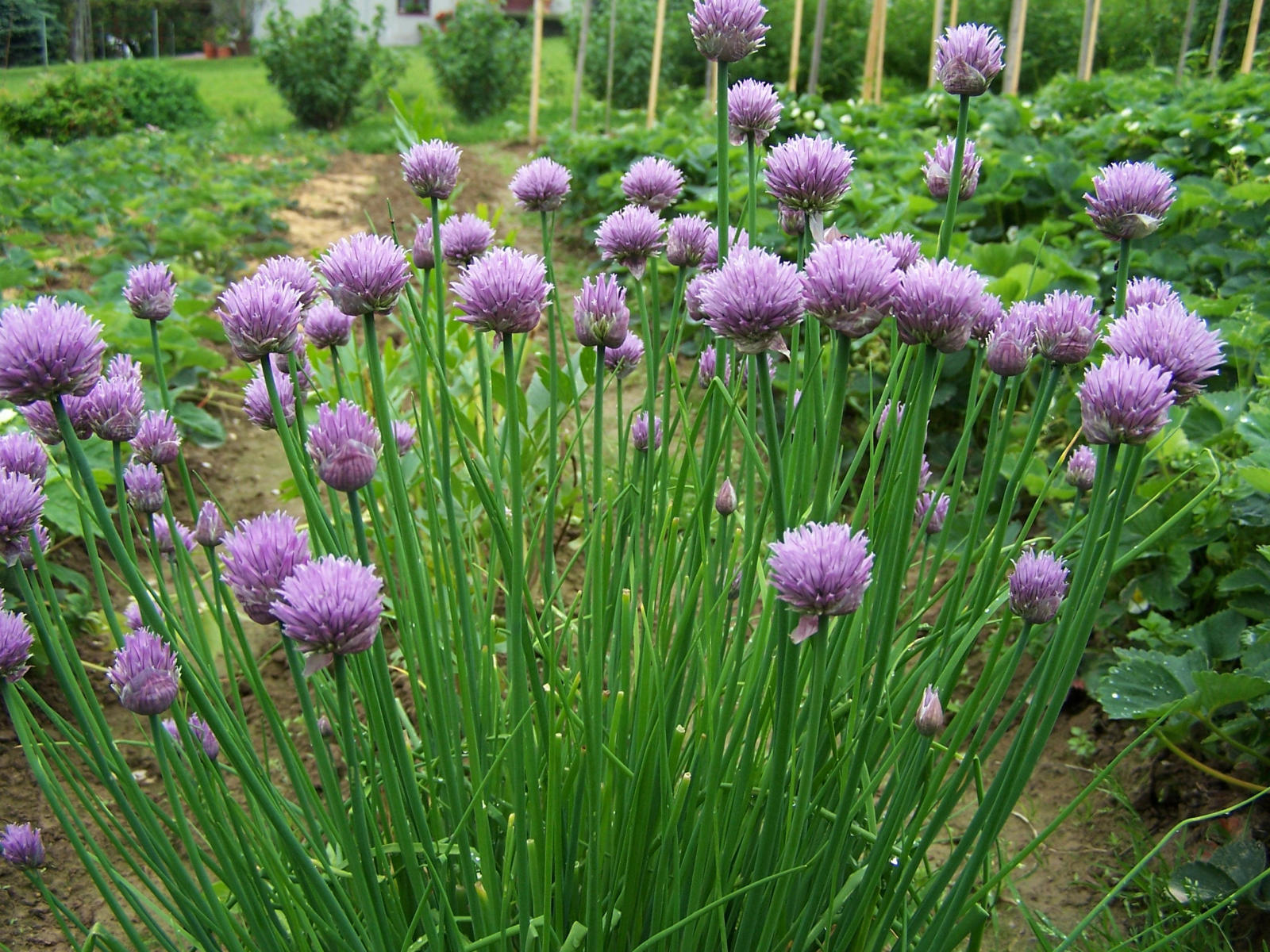
Schnittlauch
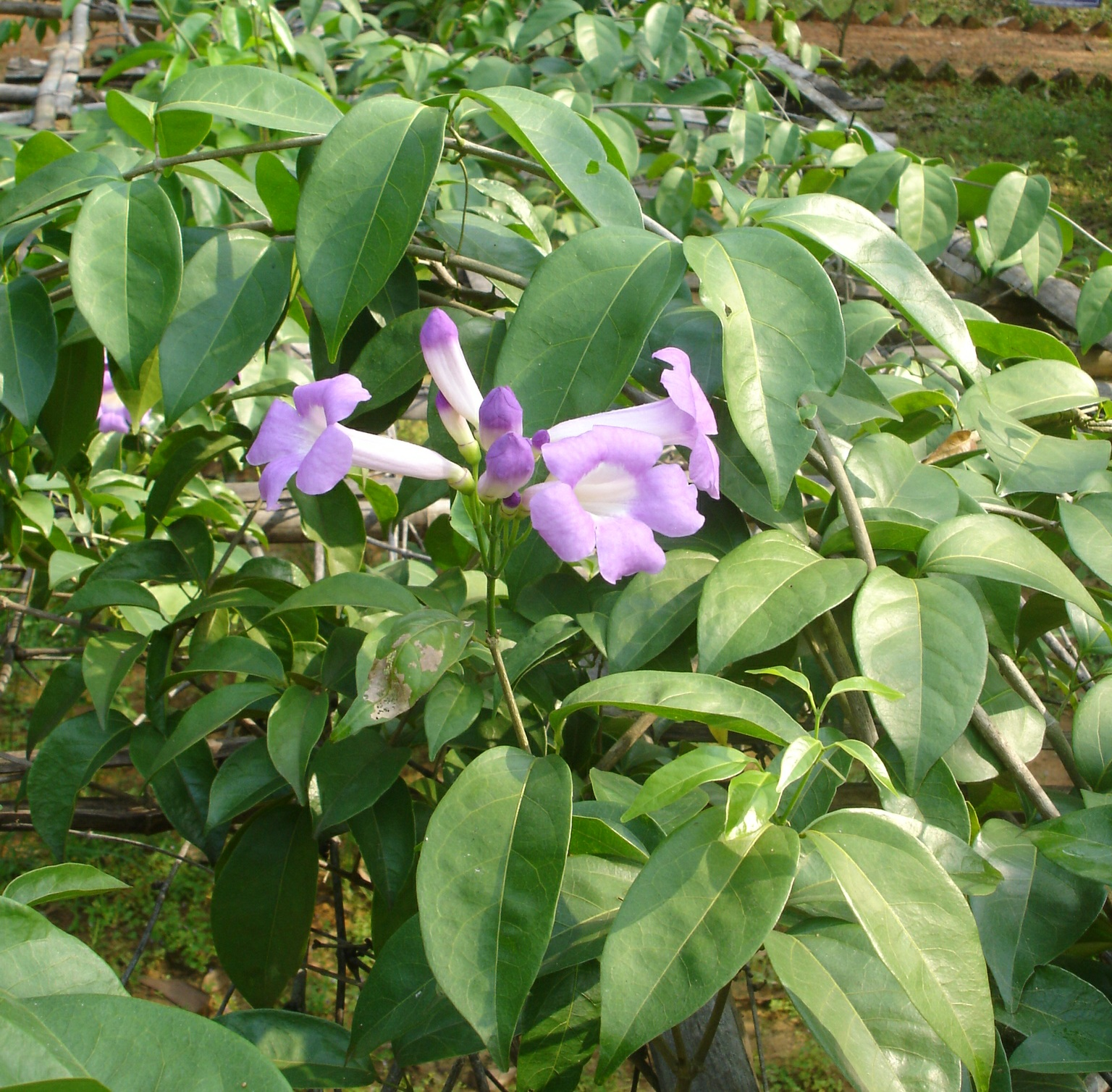
Mansoa alliacea

## Synthese
Umsetzung von Schwefel und Natriumsulfid mit Allylbromid und Tetrabutylammoniumbromid ergibt eine Mischung aus Diallyltrisulfid, Diallyltetrasulfid, Diallylpentasulfid und Diallylhexasulfid, die anschließend getrennt werden kann.

## Eigenschaften
Diallyltetrasulfid ist ein starkes Antioxidationsmittel. Es wirkt außerdem durch Bildung von Wasserstoffperoxid hämolytisch.
Dimethyltetrasulfid wirkt antimikrobiell gegen viele Arten, darunter Helicobacter pylori, Staphylococcus aureus, Flavobacterium columnare, Pseudomonas aeruginosa, Escherichia coli, Klebsiella pneumoniae, sowie Campylobacter jejuni, Bacillus cereus, Listeria monocytogenes, Salmonella enterica und Vibrio cholera.
Diallyltetrasulfid wirkt fungizid gegen mehrere Arten von Candida und Aspergillus, darunter Candida utilis.